# Róbskoie
Róbskoie (en rus: Робское) és un poble de l'óblast de Briansk, a Rússia, segons el cens del 2013 tenia 37 habitants. Pertany al districte de Komàritxi.